# Миссо (волость)
Ми́ссо (эст. Misso) — бывшая волость в Эстонии в составе уезда Вырумаа.

## Положение
Площадь волости — 189,9 км², численность населения на  1 января 2008 года составляла всего 810 человек.
Административный центр волости — посёлок Миссо. Помимо этого, на территории волости находятся ещё 54 деревни.
На территории волости находится довольно много озёр, к примеру, такие как озеро Хино, Кисеярв, Пуллиярв и т.д.